# (100386) 1995 WZ2
(100386) 1995 WZ2 es un asteroide perteneciente al cinturón de asteroides, descubierto el 20 de noviembre de 1995 por el equipo del Observatorio Astronómico de Farra d'Isonzo desde el Observatorio Astronómico de Farra d'Isonzo, Farra d'Isonzo, Italia.

## Designación y nombre
Designado provisionalmente como 1995 WZ2 .

## Características orbitales
1995 WZ2 está situado a una distancia media del Sol de 2,418 ua, pudiendo alejarse hasta 2,938 ua y acercarse hasta 1,898 ua. Su excentricidad es 0,215 y la inclinación orbital 3,901 grados. Emplea 1373 días en completar una órbita alrededor del Sol.

## Características físicas
La magnitud absoluta de 1995 WZ2 es 16,2. Tiene 1,697 km de diámetro y su albedo se estima en 0,244.